# Marcus Vinícius (ur. 1963)
Marcus Vinícius, właśc. Marcus Vinícius do Nascimento (ur. 17 lipca 1963 w Belo Horizonte) – brazylijski piłkarz, występujący na pozycji napastnika.

## Kariera klubowa
Karierę piłkarską Marcus Vinícius rozpoczął w klubie Clube Atlético Mineiro w 1980 roku. W dorosłej piłce zadebiutował w wygranym 1-0 towarzyskim meczu z hiszpańskim klubem Málaga CF 17 sierpnia 1980. W oficjalnych rozgrywkach Marcus Vinícius zadebiutował w wygranym 6-1 meczu ligi stanowej z SE Guaxupé.
W Atlético Mineiro 30 stycznia 1983 w wygranym 2-1 meczu z Vila Nova Goiânia Marcus Vinícius zadebiutował w lidze brazylijskiej. Z Galo zdobył sześciokrotnie mistrzostwo stanu Minas Gerais – Campeonato Mineiro w 1980, 1981, 1982, 1983, 1985 i 1986. Ogółem w latach 1980–1986 rozegrał w barwach Galo 120 meczów, w których strzelił 31 bramek. Do końca lat 80. Marcus Vinícius występował CR Flamengo, Villa Nova AC, Grêmio Porto Alegre, São José EC i Sporcie Recife. Z Grêmio zdobył mistrzostwo stanu Rio Grande do Sul – Campeonato Gaúcho w 1989. W 1991 był ponownie zawodnikiem Sportu Recife.
W barwach Sportu Marcus Vinícius wystąpił ostatni raz w lidze brazylijskiej 12 maja 1991 w przegranym 0-3 meczu z Fluminense FC. Ogółem w latach 1983–1991 w lidze brazylijskiej wystąpił w 60 meczach, w których strzelił 13 bramek. Karierę Marcus Vinícius zakończył w Valeriodoce Itabira w 1996 roku.

## Kariera reprezentacyjna
Marcus Vinícius występował w olimpijskiej reprezentacji Brazylii. W 1983 roku uczestniczył w Igrzyskach Panamerykańskich w Caracas, na których Brazylia zdobyła brązowy medal. Na turnieju Marcus Vinícius wystąpił we wszystkich trzech meczach reprezentacji Brazylii z Argentyną (bramka), Meksykiem i Paragwajem.